# Lepidophyma lusca
Lepidophyma lusca — вид сцинкоподібних ящірок родини нічних ящірок (Xantusiidae). Описаний у 2021 році.

## Назва
Видовий епітет lusca з латини перекладається як «одноокий», даний через відсутність тім'яного ока.

## Поширення
Ендемік Мексики. Поширений у штаті Сан-Луїс-Потосі. Типова місцевість — водоспад Тамул, за 4,4 км на південь від місцевості Танчачін, муніципалітет Акісмон.

## Опис
Дрібна ящірка. Тіло завдовжки 5,3 см, не враховуючи хвоста. Голова сіра, по боках оливкова. Тіло жовтяве з оливковими плямами. Хвіст світло-блакитний.

## Спосіб життя
Комахоїдний вид. Шлюбний період невідомий, але, ймовірно, настає наприкінці сезону дощів у червні. Живородячий. Самиця народжує 2-5 дитинчат.